# Aime-moi (album de Sylvie Vartan)
Pour les articles homonymes, voir Aime-moi (homonymie).
Albums de Sylvie Vartan
La Maritza
(1968) Sympathie
(1971)
Aime-moi est le 9e album de Sylvie Vartan. Il est sorti en LP 33 tours en 1970.

## Liste des titres
LP RCA 740 045
1. Aime-moi (4:35)
2. Carrousel (2:41)
3. Puisque tu t'en vas (2:19)
4. Dans tes bras (3:02)
5. Round Stone River (3:37)
6. Apprends-moi (2:45)
7. Les hommes (qui n'ont plus rien à perdre) (participation de Johnny Hallyday) (3:50)
8. J'ai deux mains, j'ai deux pieds, une bouche et puis un nez (2:15)
9. Entre nuit et jour (2:20)
10. Si j'étais général (2:35)
11. Ma petite ombre (2:11)
12. Abracadabra (2:54)